# 100-те най-големи удрячи за всички времена
„100-те най-големи удрячи за всички времена“ (на английски: Ring Magazine's list of 100 greatest punchers of all time) е класация, изготвена от водещото боксово списание в света – „Ring Magazine“, в което са подредени 100-те боксьори с най-съкрушителен удар, в историята на професионалния бокс.
Класацията е публикувана през 2003 година.
- 1. Джо Луис
- 2. Сам Лангфорд
- 3. Джими Уайлд
- 4. Арчи Мур
- 5. Санди Садлър
- 6. Джулиън Джаксън
- 7. Джак Демпси
- 8. Боб Фицсимънс
- 9. Джордж Форман
- 10. Ърни Шейвърс
- 11. Шугър Рей Робинсън
- 12. Рубен Оливарес
- 13. Вилфредо Гомес
- 14. Роки Марчиано
- 15. Сони Листън
- 16. Майк Тайсън
- 17. Боб Фостър
- 18. Томас Ърнс
- 19. Хаосай Галакси
- 20. Алексис Аркуельо
- 21. Карлос Сарате
- 22. Макс Баер
- 23. Роки Грациано
- 24. Матю Саад Мохамед
- 25. Роки Секорски
- 26. Дани Лопес
- 27. Джералд Маккелан
- 28. Роберто Дюран
- 29. Родриго Валдес
- 30. Феликс Тринидат
- 31. Пипино Куевас
- 32. Джим Джефърийс
- 33. Ленъкс Луис
- 34. Бени Бриско
- 35. Марвин Хатлър
- 36. Едуин Росарио
- 37. Томи Райън
- 38. Джон Мугаби
- 39. Джо Фрейзър
- 40. Карлос Монсон
- 41. Тони Зале
- 42. Майкъл Спинкс
- 43. Джо Ганс
- 44. Елмър Рей
- 45. Джордж Годфри
- 46. Насим Хамед
- 47. Алфонсо Замора
- 48. Дейвид Туа
- 49. Кливланд Уилямс
- 50. Хулио Сесар Чавес
- 51. Тайгър Джак Фокс
- 52. Джо Уолкът
- 53. Гари Куни
- 54. Ал Бъми Дейвис
- 55. Макс Шмелинг
- 56. Флорентино Фернандес
- 57. Хенри Амстронг
- 58. Боб Сатърфийлд
- 59. Ал Хостак
- 60. Хесус Пиментел
- 61. Юджийн Хард
- 62. Лю Дженкинс
- 63. Хари Уилс
- 64. Том Шарки
- 65. Тери Макгъвърн
- 66. Джързи Джо Уолкът
- 67. Костя Дзю
- 68. Леотис Мартин
- 69. Бъди Беър
- 70. Донован Ръдок
- 71. Хосе Луис Рамирес
- 72. Томи Гомес
- 73. Jose Napoles
- 74. Кид Маккой
- 75. Антонио Еспарагоса
- 76. Рикардо Морено
- 77. Ивендър Холифийлд
- 78. Айк Уилямс
- 79. Луис Фирпо
- 80. Рикардо Лопес
- 81. Умбурто Гонсалес
- 82. Боби Чакон
- 83. Jock McAvoy
- 84. Едуардо Лаусе
- 85. Eder Jofre
- 86. Чарли Бърли
- 87. Майк Маккалъм
- 88. Салвадор Санчес
- 89. Рой Джоунс-младши
- 90. Родолфо Гото Гонсалес
- 91. Найджъл Бен
- 92. Боб Мърфи
- 93. Паул Берленбах
- 94. Батлинг Торес
- 95. Чалки Райт
- 96. Джордж Чейни
- 97. Анди Ганиган
- 98. Фред Фултън
- 99. Ингемар Юхансон
- 100. Чарли Уайт